# McKinney's Cotton Pickers
McKinney’s Cotton Pickers var ett jazzband grundat i Springfield, Ohio 1922 som leddes av William McKinney. 1926 flyttade gruppen till Detroit och 1929 till Harlem. Bandet blev känt efter det att Don Redman värvats från Fletcher Henderson's Orchestra som dess musikaliske ledare 1927. Redman lämnade bandet 1931 (varvid han tog med sig flera av medlemmarna) och det upplöstes helt 1934 på grund av svårigheter att få spelningar under depressionen. Bland övriga bandmedlemmar under åren märks bland andra Coleman Hawkins, Fats Waller, James P. Johnson, Sidney De Paris, Benny Carter, Cuba Austin, Jean Napier och Rex Stewart. Bland låtar som bandet spelade in (på Victor) märks exempelvis "Gee, Baby, Ain't I Good to You", "If I Could Be with You (One Hour Tonight)" "It's a Precious Little Thing Called Love", "Baby Won't You Please Come Home", "I Want a Little Girl" och "Cherry".